# Michał Zaborski
Michał Zaborski (ur. 16 czerwca 1978 w Warszawie) – polski altowiolista, kompozytor. Współzałożyciel i członek Atom String Quartet.

## Życiorys
Absolwent Akademii Muzycznej im. Fryderyka Chopina w Warszawie w klasie altówki prof. Ryszarda Duzia. Altowiolista nagrodzonej dwukrotnie Fryderykiem, polskiej grupy jazzowej Atom String Quartet – pierwszego w Polsce kwartetu smyczkowego wykonującego autorską muzykę jazzową.
Jako członek Atom String Quartet występował z takimi artystami jak Urszula Dudziak, Kayah, Natalia Kukulska, Bobby McFerrin, Branford Marsalis, Adam Sztaba. Nakładem niemieckiej wytwórni ACT Music ukazała się płyta z koncertu w Filharmonii Berlińskiej, gdzie zespół wystąpił wspólnie z Leszkiem Możdżerem, Larsem Danielssonem i Zoharem Fresco.
Wraz z Marcinem Albertem Steczkowskim utworzył Steczkowski/Zaborski Duo – formację działającą na pograniczu muzyki elektronicznej, etnicznej i jazzowej.
Jako muzyk sesyjny był zapraszany do współpracy z takimi artystami i formacjami jak: Monika Borzym, Małgorzata Markiewicz, Cezary Konrad, Bartłomiej Gliniak, Kapela ze Wsi Warszawa, Warszawskie Combo Taneczne.
Na gruncie muzyki klasycznej, jako wielokrotny uczestnik festiwalu „Bravo Maestro” miał okazję współpracować z takimi muzykami jak: Krzysztof Jakowicz, Stefan Kamasa, Piotr Pławner, Tomasz Strahl. Jako solista występował z orkiestrami Filharmonii Lubelskiej, Filharmonii Łódzkiej a także z Radomską Orkiestrą Kameralną.
W latach 2008–2015 etatowy członek Orkiestry Sinfonia Varsovia. Obecnie lider grupy altówek Radomskiej Orkiestry Kameralnej.
Artysta jest laureatem krajowych i międzynarodowych konkursów altówkowych w tym m.in. II-giej nagrody na Festival Bled w Słowenii (2004).
Jest także laureatem II-giej edycji programu stypendialnego "Młoda Polska", przyznawanego artystom, którzy mają w swoim dorobku wybitne osiągnięcia w dziedzinie sztuki.
Prywatnie jego żoną jest Małgorzata Markiewicz.

## Dyskografia

### Atom String Quartet
- Atom String Quartet – Fade in (Kayax – 2012)
- Atom String Quartet – Places (Kayax – 2012)[21]
- Kayah – Transoriental Orchestra (Kayax – 2013)
- Atom String Quartet – AtomSphere (Kayax – 2015)
- Natalia Kukulska – Ósmy plan (Warner Music Poland – 2015)
- Leszek Możdżer and Friends – Jazz at Berlin Phiharmonic III (ACT Music – 2015)[22]
- Cezariusz Gadzina & Atom String Quartet – The Fifth Element (TAK Records – 2015)[23]
- Zakopower & Atom String Quartet – (Kayax – 2017)[24]

### Autorskie
- Michał Zaborski Quartet – Feeling Earth (Hevhetia – 2019)[25]

### Inne
- Nigel Kennedy – Polish Spirit (Warner Classics – 2007)
- The Trangress – Oneirism op.1 (Ropeadope Records – 2010)[26]
- Kapela ze Wsi Warszawa – Święto Słońca (Karrot Kommando – 2015)
- Warszawskie Combo Taneczne – Dancing, Salon, Ulica (WM Poland/WMI – 2016)[13]
- Monika Borzym – Back to the Garden (Agora – 2016)[27]
- Monika Borzym – Jestem przestrzeń (Agora – 2017)[28]
- Małgorzata Markiewicz – Bring The Light (Requiem Records – 2020)[29]

## Nagrody

### Nagrody indywidualne
- Stypendium Ministra Kultury i Dziedzictwa Narodowego „Młoda Polska” – II-ga edycja[20]
- VII Ogólnopolski Konkurs Altówkowy im. Jana Rakowskiego w Poznaniu, 2003 – III – cia nagroda[30]
- X Międzynarodowy Konkurs im. J. Brahmsa w Portchach (Austria) – III-cie miejsce[31]
- Festival Bled 2004 (Słowenia) – II-ga nagroda[19]
- Nominacja do nagrody Fryderyk w kategorii "Jazzowy fonograficzny debiut roku" za rok 2019[32]

### Nagrody zespołowe (Atom String Quartet)
- Bielska Zadymka Jazzowa – Grand Prix (2011)[33]
- Grand Prix Jazz Melomani – Nadzieja Roku (2011)[34]
- Fryderyk – Jazzowy Fonograficzny Debiut Roku za płytę „Fade In” (2012)[35]
- Nowa Tradycja – Festiwal Folkowy Polskiego Radia – Złote Gęśle (2012)[36]
- Fryderyk – Jazzowy Album Roku (2013)[37]
- Jazz Top – Zespół Akustyczny Roku (2013)[38]
- Jazz Top – Zespół Akustyczny Roku (2015)[39]
- Mateusze Trójki – Muzyka Jazzowa, Wydarzenie (2015)[40]
- Grand Prix Jazz Melomani – Artysta Roku (2016)[41]
- Fryderyk – Album Roku Muzyka Współczesna – Supernova (2019)[42]